# 梁文福
梁文福（1964年—），生於新加坡，祖籍廣東新會，作家、音樂家、華文教研工作者。南洋理工大學中文系兼任副教授、學而優語文中心語文總監。
「他在文學界和音樂界之間搭建橋梁。」這是新加坡著名的戲劇前輩郭寶崑曾經給予梁文福的評語。

## 生平
畢業於公教中學、華中初級學院後，1988年以中文系第一名和文學院第一名考獲新加坡國立大學普通學位，1989年獲榮譽學位，同年獲研究獎學金，1992年獲文學碩士，1994年獲研究獎學金於南洋理工大學中國文化與語文系攻讀博士學位，1999年獲哲學博士學位（中文文學）。
- 梁文福的父親是一名記者，母親是針灸中醫。梁文福10歲開始學鋼琴，並取得英國皇家鋼琴八級文憑。
- 中學時期，梁文福便開始寫作，並多次在全國中學生文藝創作比賽中奪魁。他擅長於寫各種文體，除了散文，在詩歌、小說、寓言和小品文等方面都有自成風格的表現。
- 梁文福也曾多次獲得文學獎項，包括國家藝術理事會在1992年頒發的第一屆「青年藝術家獎」（文學）。梁文福同時也是一位傑出的新謠（英语：Xinyao）歌手和著名的音樂創作者。
- 在20世紀80年代的新加坡出現了一種風潮，年輕一代，尤其是校園中的學子們，開始自己去創作和演唱歌曲，用自己的聲音去唱出他們對於生活的態度和理解，這也就是盛極一時的「新謠（英语：Xinyao）」了。而在十六歲那年，梁文福參加學校辯論賽敗北後寫下了他的第一首歌〈寫一首歌給你〉，從此開始了他的新謠生涯，並成為了新謠的「重要開拓者和發揚者之一」。之後，華語樂壇中的許多港、台、新、馬歌手，都選唱了梁文福的創作。

- 1992年，娶妻劉秀美。
- 1996年，梁文福負責新加坡第一齣大型華語音樂劇《雨季》整齣劇目的編劇和歌词創作，他也和叶良俊创负责为此剧作曲。其中包括主题曲《请你告诉她》（梁文福词曲）。此剧在新加坡华语音乐剧发展史上具有开创性的意义。
- 1997年，他也為新加坡電影《軌道》譜寫主題曲《你是不是還在》。
- 2003年，新加坡詞曲版權協會舉辦有關新謠的公眾投選活動，梁文福被票選為「最具新謠精神的人物」，其詞曲作品〈細水長流〉名列「十大新謠作品」之首。
- 2007年，以梁文福詞曲作品為編寫題材，並由杜國威編劇、郭踐紅 （页面存档备份，存于）擔任藝術總監的華語音樂劇《天冷就回來》被媒體譽為新加坡歷來最成功的華語音樂劇。
- 2009年，音乐剧《天冷就回来》第二度公演，连演25场，座无虚席。
- 2010年，音乐剧《雨季》再度上演，梁文福大幅度修订了剧本，写了许多新词，并联同叶良俊写了不少新曲。導演是獲得多項戲劇獎的吳文德，由新加坡歌手陳潔儀、享譽百老彙的田偉鴻和新加坡駐香港的優秀舞台劇演員劉俊葳主演，音樂劇總監為陳慧玲。此剧被媒体评为“华语剧场专业化的体现”，创下20年来华语剧场一轮演出观众入场人次新高纪录。
- 2010年，梁文福获颁“文化奖”（音乐），在总统府内由新加坡总统亲自颁发。在新加坡，这象征着国家赋予艺术家的最高荣誉。梁文福是迄今唯一跨艺术领域荣获青年艺术奖（文学）和文化奖（音乐）的艺术家，也是唯一获得文化奖的新谣界及华语流行音乐界的艺术家。
- 2012年，新加坡“妆艺大游行”庆祝40周年，梁文福受邀为“特邀艺术家”，为大会主题曲创作歌词《爱让你看到》。
- 2012年,美国哈佛大学王德威教授在一场题为“华语语系的人文视野与新加坡经验：十个关键词”的公开演讲中提到：梁文福善用他填词编曲的才华，将新加坡的本土感情与历史记忆转化为庶民声腔。梁文福的音乐俨然形成“新加坡派”，使”新谣“成为新加坡华语语系的关键词之一。
- 2012年，为了庆祝奥林匹克运动会，英国举办“文字中的世界”活动，英国广播公司（BBC）通过广播朗读参赛的205个国家的诗歌。每个国家只录选一篇作品，新加坡诗人梁文福的诗作《回声》荣获朗读。同年，在国际文坛享有盛名的“法国诗歌节”庆祝第35届诗歌节，梁文福的诗作《一首诗的读法》也荣获朗读，并在其纪念诗刊中刊登，作为“新加坡诗歌”特辑的代表作品之一。
- 2013年，中国总理李克强在北京宴请新加坡总理李显龙，梁文福的作品《细水长流》列为国宴曲目，象征新中两国情谊。
- 2014年4月，音乐剧《天冷就回来》第三度公演，连演28场，完成三度公演场场满座的票房神话。剧评人称这个“新加坡派”音乐剧在艺术呈献上已近乎浑然天成。
- 2014年，新加坡总理李显龙在国庆群众大会的演讲中提到新谣是新加坡独特华族文化的代表，并在现场哼唱了他所喜欢的新谣代表歌曲：梁文福创作主唱的《细水长流》。
- 2015年4月10日和11日, 梁文福庆祝创作35周年，连开两场爆满的个人作品演唱会《友情的细水慢慢流》，观众总人数超过一万人，首场五千张门票在开票后六小时内售完。创下新加坡歌手和音乐人演唱会门票“秒杀”纪录。次场门票在三小时内售出97％,并在一天内售完。
- 2015年８月，音乐剧《雨季》第三度公演，媒体和剧评全面认为这是此剧三度公演表现最好的一轮，并评价此剧在思想内涵与艺术呈现方面已成为新加坡音乐剧的典范。
- 2015年终，《联合早报》推选梁文福为“年度文化界风云人物”。
- 2016年，新加坡最多读者的娱乐周刊《i周刊》读者票选“心目中最具代表性的新谣人物”，梁文福高居榜首。该周刊认为梁文福“实至名归”，“以高票抛离对手一点也不意外”。
- 2017年，“妆艺大游行”庆祝45周年，梁文福再度受邀为“特邀艺术家”，参与演出，并且为主题歌《心中的彩虹》写词作曲。

## 獎項
- 1987年新樂獎最佳唱片製作《门》
- 1988年新樂獎最佳作詞作品《一步一步来》、最佳作曲人、最佳唱片製作《好与不好之外》、最高榮譽大獎
- 1989年新謠節1989最佳作曲、最佳作詞《从你回眸那天开始》；新樂獎最佳唱片製作《爱的名字》
- 1992年　国家艺术理事会颁发青年藝術家獎（文學）
- 1994年933醉心金曲獎醉心榮譽獎
- 1995年933醉心金曲獎最佳本地作詞《担心》
- 1999年新加坡詞曲版權協會 （页面存档备份，存于）卓越貢獻獎 (meritorious award)
- 2001年新加坡金曲獎最佳本地作詞《没有人》（收錄在曾寶儀第二張專輯《想愛》）
- 2002年亞洲電視大獎最佳原創電視劇主題曲（《握住我的手》作詞）
- 2003年新加坡金曲獎最佳本地作詞《天冷就回来》
- 2004年新加坡街头狂欢节最受推崇華語詞曲創作人
- 2005年新加坡金曲奖最佳本地作词《陪我看日出》
- 2006年新加坡詞曲作家協會獎 （页面存档备份，存于）最佳本地影劇歌曲（《陪我看日出》作詞）
- 2008年南洋理工大学颁发南洋校友奖 南洋校友成就奖
- 2010年新加坡é樂大賞é樂傑出貢獻獎（音樂）、紅星大獎最佳主題曲（《我们》作词作曲）
- 2010年国家艺术理事会颁发文化奖（音乐）（梁文福是迄今唯一跨艺术门类获得颁发青年艺术奖（文学）和文化奖（音乐）的艺术家）
- 2011年《海峡时报》“生活！戏剧奖”之“最佳原创音乐”（《雨季》／梁文福和叶良俊）
- 2011年新加坡金曲奖最佳本地作词《倔强》
- 2012年红星大奖最佳电视剧主题曲《倔强》（电视剧《阿娣》主题曲，梁文福作词作曲）
- 2016年南洋理工大学颁发南洋校友奖 南洋卓越校友奖

## 音樂專輯（個人詞曲創作專輯）
- 1986年《門》
- 1987年《好與不好之外》
- 1988年《愛的名字》
- 1990年《新加坡派》
- 1991年 精選回顧《我們的歌在哪裡？》、《笑說城事》、《斟情手記》
- 1992年《Go East东方情思录》、《梦里梦外：羞答答的玫瑰静悄悄的开》
- 2007年完整专辑全收录加创作精选《绕梁一世》
- 2009年音乐剧《天冷就回来》原声唱片
- 2010年音乐剧《雨季》原声唱片
- 2010年音乐专辑《请你告诉她》
- 2011年音乐专辑《华月心谣》
- 2016年《我听到天开始亮了》

## 書籍
- 1984年《曾經》
- 1985年《盛满凉凉的歌》
- 1988年《最後的牛車水》
- 1989年《其實我是在和時光戀愛》
- 1991年《一程山水一程歌：1980-1990梁文福詞曲作品》
- 1992年《尋找一朵小貓的微笑：梁文福的21個夢》
- 1993年《眉批情》
- 1994年《自然同窗》
- 1996年《嗜詩》
- 1997年《半日閒情》
- 2000年《想入飞飞》（陈洁仪英文诗集，梁文福中文译诗）
- 2001年《散文＠文福》
- 2004年《寫一首歌給你：梁文福詞曲選集》
- 2004年《新謠：我們的歌在這裡》
- 2006年《左手的快樂》
- 2011年《越遥远，越清晰》